# Felicia Barton
Felicia Diana Barton (* 6. März 1982 in Virginia Beach, Virginia, Vereinigte Staaten) ist eine seit 2008 aktive amerikanische Songschreiberin und Sängerin, bekannt aus der achten Staffel (2009) der Castingshow American Idol. Im Jahr 2013 wurde sie bei Warner/Chappell Music, Inc. und Pulse Recordings als Liedtexterin unter Vertrag genommen. Barton schrieb an Songs für Demi Lovato and Lea Michele mit. Ihr Sohn Malachi Barton ist aus der Disney-Sitcom Mittendrin und kein Entkommen bekannt.

## Karriere

### American Idol
Barton bewarb sich für die achte Staffel der Castingshow American Idol (der amerikanischen Variante von Deutschland sucht den Superstar) in Louisville, Kentucky. In der letzten Runde vor dem Halbfinale schied Barton aufgrund einer Jury-Entscheidung aus. Am Tag nach ihrem Ausscheiden wurde allerdings bekannt, dass die Halbfinalistin Joanna Pacitti disqualifiziert worden war und Barton sie in der dritten Gruppe der Halbfinalisten ersetzen sollte. Barton bekam für ihren Auftritt im Halbfinale positive Rückmeldungen von der Jury und Kommentatoren im Internet, schied allerdings trotzdem aus, wie am nächsten Tag bekannt wurde.
| Show                                              | Thema                    | Song                 | Original von         | Startnr. | Ergebnis        |
| ------------------------------------------------- | ------------------------ | -------------------- | -------------------- | -------- | --------------- |
| Audition (vergleichbar mit dem „Recall“ bei DSDS) | Lied nach Wahl           | Put Your Records On  | Corinne Bailey Rae   | –        | Weiter          |
| Hollywood Rounds, Teil 1                          | Solo #1                  | (nicht ausgestrahlt) | (nicht ausgestrahlt) | –        | Weiter          |
| Hollywood Rounds, Teil 2                          | Gruppen-Performance      | (nicht ausgestrahlt) | (nicht ausgestrahlt) | –        | Weiter          |
| Hollywood Rounds, Teil 3                          | Solo #2                  | (nicht ausgestrahlt) | (nicht ausgestrahlt) | –        | Indirekt weiter |
| Top 36/Semi-Final 3                               | Billboard Hot 100 – Hits | No One               | Alicia Keys          | 8        | Ausgeschieden   |

### Werdegang nach American Idol
Lost Words (2011)

Barton veröffentlichte ihre erste EP Lost Words am 1. September 2011. Diese besteht aus sieben Pop, Rock, und Soul-Songs.
Sonstiges

Im Frühjahr 2013 unterschrieb Barton einen „Joint-Venture-Plattenvertrag bei Warner-Chappell & Pulse“. Sie hat an Songs für Demi Lovato, Lea Michele und American-Idol-Finalistin Jena Irene Asciutto mitgeschrieben. Barton arbeitete außerdem als Background-Sängerin bei der Tanz-Castingshow Dancing with the Stars. Am 12. Juli 2015 trat sie bei den Wahlen zur Miss USA 2015 auf.
Barton ist außerdem die Sängerin des Titelsongs der Serie DuckTales, die 2017 neu aufgelegt wurde.

## Diskografie
- Lost Words – EP (2011)

| Jahr | Künstler    | Album  | Song         | Geschrieben mit                          |
| ---- | ----------- | ------ | ------------ | ---------------------------------------- |
| 2014 | Jena Irene  |        | We Are One   | Anne Preven, Mitch Allan                 |
| 2014 | Lea Michele | Louder | Cue The Rain | Lea Michele, Matt Rad, Preven            |
| 2014 | Lea Michele | Louder | Don’t Let Go | Rad, Preven                              |
| 2014 | Lea Michele | Louder | Gone Tonight | Michele, Preven, CJ Baran, Drew Lawrence |
| 2013 | Demi Lovato | Demi   | Nightingale  | Demi Lovato, Rad, Preven                 |